# Lapo degli Uberti

Stemma degli Uberti

Lapo degli Uberti (Firenze, 1247 circa – Vicenza, 1312 circa) è stato un politico e poeta italiano.

## Biografia

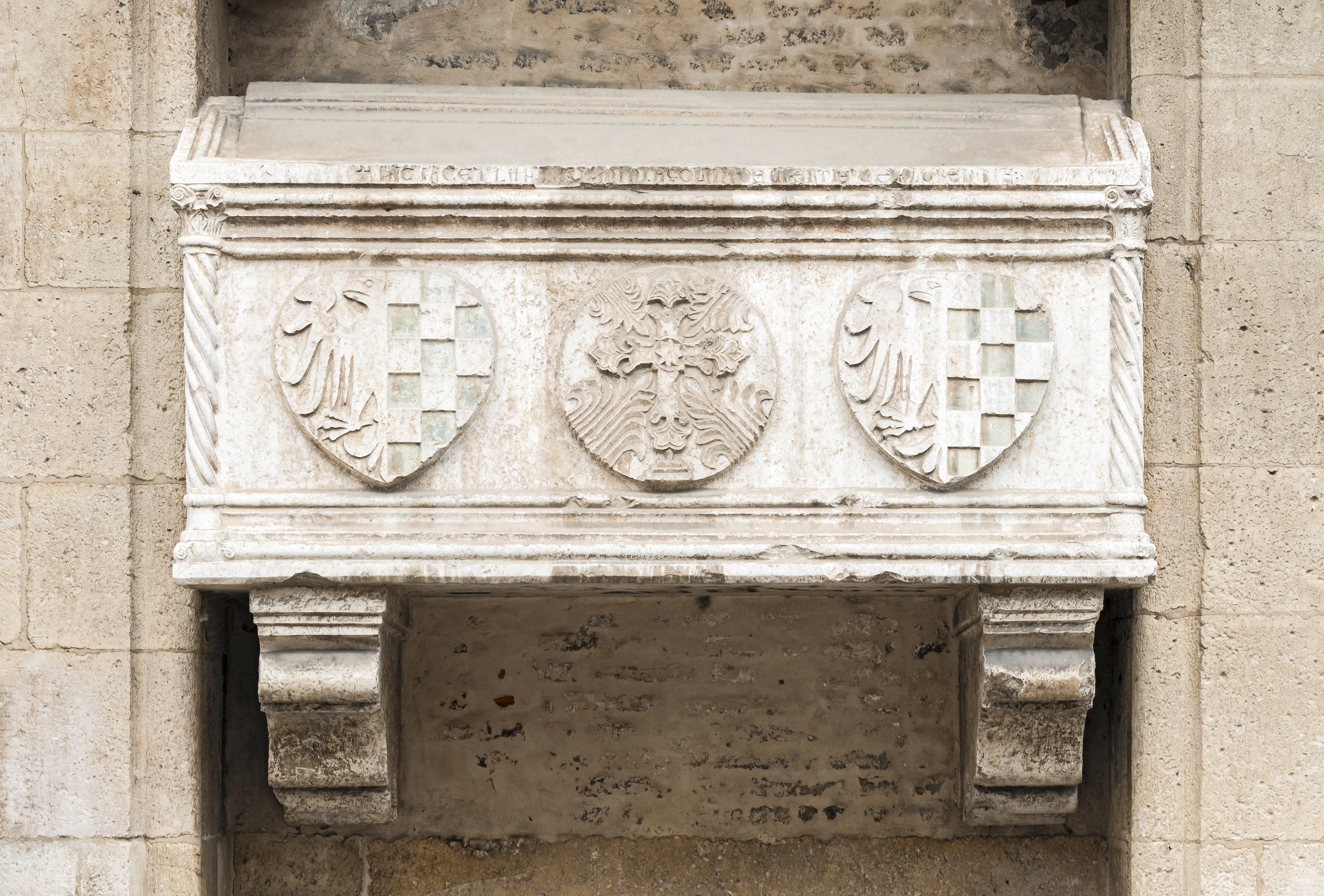
Arca di Lapo degli Uberti a Vicenza

Era figlio di Farinata degli Uberti, di parte ghibellina; seguì le sorti del padre, esiliato da Firenze quando al potere tornarono gli esponenti delle famiglie di appartenenza guelfa (1251). La famiglia degli Uberti trovò scampo a Siena nel 1258.
Nel 1288 fu al servizio degli aretini contro Firenze. Nel 1290 chiese perdono politico al comune di Firenze, ma non gli fu concesso e Lapo abbandonò la Toscana per recarsi in Veneto.
Fu esule a Mantova, dove occupò la carica di podestà negli anni del 1286 e del 1299, favorendo l'ascesa al potere di Bardellone dei Bonacolsi a signore di Mantova. Amico degli Scaligeri, ricoprì la carica di podestà di Verona dal 1301 al 1303 e nel 1311 in veste di vicario dell'imperatore Enrico VII, che seguì a Roma nell'anno seguente.
Ebbe due figli, Farinata e Ghino.
È sepolto nella chiesa di San Lorenzo a Vicenza.

## Opere
- Guido, quando dicesti pasturella[4]